# Unione Caledoniana
L'Unione Caledoniana (in francese Union Calédonienne, UC) è un partito politico francese della Nuova Caledonia.
Il partito neocaledoniano ha come ideologia l'autonomia isolana.